# Гейл, Генри
Генри Гордон Гейл (англ. Henry Gordon Gale; 12 сентября 1874, Орора, Иллинойс — 16 ноября 1942) — американский астрофизик и писатель.

## Биография
Гейл родился в Авроре, штат Иллинойс. Его мать умерла через несколько недель после родов. Гейла воспитывали бабушка и дедушка по материнской линии.
Гейл получил степень бакалавра в Чикагском университете в 1896 году, где он также защитил докторскую диссертацию по физике в 1899 году, став сотрудником университета в том же году. Гейл был членом братства Дельта Каппа Эпсилон (Delta Kappa Epsilon). Во время учебы он познакомился с Агнес Споффорд Кук и сочетался с ней браком в 1901 году. В 1904 году у Гейлов родилась дочь Беатрис.
Работа Гейла в области астрофизики была разделена между Чикагским университетом и обсерваторией Маунт-Вилсон в Пасадене, Калифорния. В 1909 году он получил серьезные ожоги в результате несчастного случая в обсерватории. Гейл был одним из редакторов журнала «Astrophysical Journal» (1912-1940гг.). В 1916 году он получил звание профессора. Во время Первой мировой войны Гейл служил в американском контингенте во Франции в звании подполковника. Генерал Джон Першинг отметил его за «особо достойную и выдающуюся службу», а французские власти наградили его Орденом Почетного легиона.
После своего возвращения из Европы Гейл работал деканом Огденской аспирантуры (Ogden School of Graduate Sciences) с 1922 по 1930 год, заведующим кафедрой физики (1925—1940) и деканом отделения физических наук (1931—1940). Так же он был президентом Американского физического общества (1929) и Физического клуба Чигаго (1931—1940).
Гейл — автор десятков статей и книг. Его учебники физики «A First Course in Physics», «A First Course in Laboratory Physics for Colledges», «Practical Physics» и «New Elementary Physics» были написаны с 1906 по 1936 год совместно с Робертом Милликеном.
В 1938 году расизм Гейла стал заметной проблемой после того, как Отто Струве организовал в университете курс астрономии, который вели сотрудники Йерксской обсерватории. Среди преподавателей был и будущий лауреат Нобелевской премии, физик индийского происхождения Субраманьян Чандрасекар. Струве при поддержке президента университета Роберта Хатчинса пригласил Чандрасекара в Университет на постоянную работу. До своего ухода с должности декана Гейл категорически возражал против кандидатуры Чандрасекара по причине цвета его кожи. Его преемник, Артур Комптон, открыто принял Чандрасекара в состав Университета лишь после выхода Гейла на пенсию.